# Мехмет Нас
Мехмет Нас (тур. Mehmet Nas, нар. 20 листопада 1979, Гюмюшхане) — турецький футболіст, що грав на позиції півзахисника.
Виступав, зокрема, за клуби «Самсунспор» та «Сівасспор», а також молодіжну збірну Туреччини.

## Клубна кар'єра
Народився 20 листопада 1979 року в місті Гюмюшхане. Вихованець футбольної школи клубу «Самсунспор». Дорослу футбольну кар'єру розпочав 1997 року в основній команді того ж клубу, в якій провів сім сезонів, взявши участь у 167 матчах чемпіонату. Більшість часу, проведеного у складі «Самсунспора», був основним гравцем команди.
Згодом з 2004 по 2010 рік грав у складі команд «Генчлербірлігі» та «Манісаспор».
Своєю грою за останню команду привернув увагу представників тренерського штабу клубу «Сівасспор», до складу якого приєднався 2010 року. Відіграв за сіваську команду наступні три сезони своєї ігрової кар'єри. Граючи у складі «Сівасспора» також здебільшого виходив на поле в основному складі команди.
Протягом 2013—2015 років захищав кольори клубів «Елязигспор» та «Газіантеп ББ».
Завершив ігрову кар'єру у команді «Сівас Беледієспор», за яку виступав протягом 2015—2016 років.

## Виступи за збірну
Протягом 1998–2001 років залучався до складу молодіжної збірної Туреччини. На молодіжному рівні зіграв у 22 офіційних матчах.